# Franco Saudelli
Franco Saudelli (4 de agosto de 1952) é um desenhista italiano especializado em quadrinhos eróticos - principalmente imagens de podolatria. No Brasil, parte de sua obra foi publicada pela Martins Fontes na coleção Opera Erotica.